# Krottenmühle
Krottenmühle ist ein Gemeindeteil des Marktes Heidenheim im Landkreis Weißenburg-Gunzenhausen (Mittelfranken, Bayern). Krottenmühle liegt in der Gemarkung Heidenheim.

## Lage
Die Einöde liegt in der Fränkischen Alb südöstlich von Heidenheim und westlich der Staatsstraße 2218 in der Flur Schilzgrund nahe der Quelle des Röthelgrabens.

## Geschichte
1795 erhielt der für den Ort namensgebende Müllermeister Johann Georg Krottenmüller, der zu diesem Zeitpunkt noch keine Mühle besaß, von der (seit 1792) königlich-preußischen Kriegs- und Domänenkammer zu Ansbach die Erlaubnis zum Bau einer Mühle auf einem von ihm erworbenen Acker bei Heidenheim, obwohl Heidenheim Einspruch dagegen erhoben hatte. Dessen Vater saß im 18. Jahrhundert auf der Gallenmühle bei Heidenheim. 1796 wurde die Krottenmühle (Heidenheim Hausnummer 173) erbaut. Getrieben wurde sie von einer Quelle am Schilzberg. Reichnisse hatte sie zu leisten an das Verwalteramt Heidenheim und an das Oberamt Hohentrüdingen, das die hohe Gerichtsbarkeit innehatte.
Infolge des Reichsdeputationshauptschlusses wurde die Krottenmühle 1806 königlich-bayerisch. 1808, bei der Bildung der Steuerdistrikte, kam sie in den Steuerdistrikt Heidenheim im Landgericht Heidenheim. 1810 wurde der Steuerdistrikt zu der etwas verkleinerten Ruralgemeinde Heidenheim umgestaltet, der wiederum die Krottenmühle angehörte. Durch das Gemeindeedikt von 1818 wurde Heidenheim im alten Umfang von 1808 eine Gemeinde im gleichnamigen Landgericht. 1833 gehörte zur Krottenmühle als Mühlgut mit Mühlgerechtsame mit 1 Mahlgang und 1 Gerbgang 5 Hektar Ackerland und 1,1 Hektar Wiese.
Am 17. Juni 1962 hatte ein Feuer die Mühle fast völlig zerstört. 1973 bis 1975 wurde bei der ehemaligen Krottenmühle ein Heim des Schullandheimwerkes Mittelfranken e. V. (Nürnberg) errichtet, das durch eine Gemeindeverbindungsstraße mit der Staatsstraße 2218 verbunden wurde.

### Einwohnerzahlen
- 1818: 6 Einwohner[8]
- 1824: 5 Einwohner, 1 Gebäude[8]
- 1861: 6 Einwohner, 2 Gebäude[12]
- 1950: 4 Einwohner, 1 Gebäude[8]
- 1837: 6 Einwohner, 2 Familien, 1 Wohngebäude[5]
- 1961: 3 Einwohner, 1 Wohngebäude[13]
- 1987: 0 Einwohner[1]